# Maria Zubková
Maria Zubková (sinh ngày 29 tháng 4 năm 1984) là một cựu cầu thủ bóng đá người Slovakia thi đấu ở vị trí tiền vệ. Cô từng là thành viên của đội tuyển quốc gia nữ Slovakia.